# Mautner Markhof Feinkost

Sitz der Mautner Markhof Feinkost GmbH in Wien-Simmering

Die Mautner Markhof Feinkost GmbH ist ein traditioneller österreichischer Lebensmittelbetrieb mit Sitz in Wien-Simmering. Gegründet wurde das ursprünglich als Brauhaus in St. Marx betriebene Unternehmen im Jahr 1841 von Adolf Ignaz Mautner.
Bis 2002 blieb das Unternehmen im Besitz der Familie Mautner Markhof, bis es vom deutschen Familienunternehmen Develey Senf & Feinkost GmbH übernommen wurde. Mautner Markhof ist in Österreich Marktführer bei Senf, Essig und Kren und hat im Sirup-Segment die 2. Marktposition inne. Zudem vertreibt Mautner Markhof zahlreiche internationale Marken in Österreich, darunter Gatorade und Tabascosauce.

## Geschichte
Die eigentliche Gründung des Lebensmittelunternehmens in Simmering erfolgte im Jahre 1913 als Ausgründung aus dem Familienunternehmen unter dem Namen Th. & G. Mautner Markhof KG, Anlass war die Vereinigung der familieneigenen Brauerei Sankt Marx mit der Brauerei Schwechat und der Brauerei Simmering zur Vereinigten Brauereien Schwechat, St. Marx, Simmering – Dreher, Mautner, Meichl Aktiengesellschaft unter der Führung von Victor Mautner Markhof. Die Brüder Georg II. Anton und Theodor Mautner Markhof in Floridsdorf übernahmen die Nahrungsmittelerzeugung von ihrem am Geschäft nicht interessierten Cousin Viktor zu einem familiären Preis. Sie führten auch die Brauerei zum St. Georg und erwarben zu ihrer eigenen auch die Presshefe- und Spirituserzeugung in St. Marx mit Filialbetrieb in Simmering. Diese werden 1920 mit weiteren Unternehmen der Branche zu den rechtlich eigenständigen Vereinigten Mautner Markhof´sche Presshefefabriken fusioniert.
Während der Weltwirtschaftskrise hatte das Unternehmen mit Umsatzproblemen zu kämpfen und arbeitete ohne Gewinn. Etwaige Überschüsse dienten zur Sanierung der maroden Brauerei St. Georg sowie dem Erwerb der Brauerei Schwechat. Nach dem Tod von Georg II. Anton übernehmen die Cousins Gerhard, Manfred, Georg III. und Gustav als sogenannter „Viererzug“ gemeinschaftlich die Führung der familiären Unternehmen, Manfred Mautner Markhof sen. ist dabei für die Th. & G. Mautner Markhof zuständig. Dieser als legendär geschilderte Führungsstil beinhaltete ausschließlich gemeinsam getroffene Entscheidungen, die wöchentlichen Sitzungen fanden im Grand Hotel statt.
Der Anschluss Österreichs machte diesem Führungsstil ein jähes Ende. Während des Zweiten Weltkrieges übernahm Manfred Mautner Markhof sen. die alleinige Leitung des Unternehmens und führte es von 1945 bis 1949 durch die schwierige Zeit des Wiederaufbaues und der Russischen Besatzung. Das Betriebsgelände in Simmering wurde von den Bombardements schwer getroffen, es kommen Requirierungen der russischen Besatzer hinzu. Dennoch konnte bereits 1945 wieder mit der Produktion von Essig und Senf begonnen werden, aufgrund der Unmöglichkeit eines Importes von Senfkörnern müssen diese Rohstoffe in Niederösterreich zusammengekauft werden. Ab Oktober 1949 war Georg III. Mautner Markhof gemeinsam mit seinem Cousin Manfred im Rahmen eines sich neu konstituierenden „Viererzuges“ Leiter des Unternehmens, dass sich in den folgenden Jahrzehnten zu einem Marktführer in seiner Branche in Österreich entwickelte.
Im Rahmen einer Expansion in den 1950er und 1960er Jahren wurden die Konkurrenzunternehmen Enenkel in Traun (Essig) und Albert Ecker in Graz (Essig und Liköre) erworben. Th. & G. Mautner Markhof konnte so auf wirtschaftlich relativ sicherem Weg auch in südliche und westliche österreichische Bundesländer vordrängen. Einen Kauf des Mautner Markhof angebotenen und sich später als harter Konkurrent erweisenden Unternehmens S. Spitz lehnte der „Viererzug“ jedoch ab. Ebenso erhielten der Erwerb der österreichischen Nordsee Fischhandelsgesellschaft sowie die Vertretung der italienischen Kaffeemarke Hausbrandt nicht die Zustimmung des Führungsgremiums.
1956 wird Georg IV. Mautner Markhof geschäftsführender Gesellschafter des Unternehmens. Anfang der 1960er Jahre wurde der Cognac-Produzent Jules Bouchet in Jarnac durch Th. & G. Mautner Markhof gekauft, welche bereits seit 1926 die Markenrechte für Österreich besaßen. 1968 wurde ein Joint Venture mit Podravka zur Lizenzerzeugung von Mautner Markhof-Produkten (v. a. Kren, Mayonnaise und Senf) in Jugoslawien gegründet.
Im Jahr 1972 kam es zu einem Boykott von Mautner Markhof-Produkten im Zuge des Ausschlusses von Karl Schranz von den Olympischen Winterspielen in Sapporo, ausgelöst durch ein missglücktes Telegramm Manfred Mautner Markhof sen. an IOC-Präsident Avery Brundage. Allerdings war der aufgrund seines markanten Backenbartes auch als „Senf-Tegethoff“ bezeichnete vormalige Leiter der Firma zu diesem Zeitpunkt nicht mehr an der Unternehmensführung beteiligt. Paradoxerweise ist der Firmenname durch den Boykott wieder in aller Munde und das Geschäftsjahr 1972 entwickelt sich schließlich zu einem der besten in der Unternehmensgeschichte. Die Schranz-Affäre dürfte allerdings mit ein Grund gewesen sein, den legendären Führungsstil als „Viererzug“ im Februar 1973 nach der 352. Sitzung aufzugeben.
1975 folgte nach mehreren Änderungen des Namens und der Gesellschaftsform die Umwandlung in eine Aktiengesellschaft unter dem Namen Th. & G. Mautner Markhof AG. Als Holding für die einzelnen Betriebe für Lebensmittel-, Hefe- und Spirituserzeugung wurde 1979 die Mautner Markhof Nahrungs- und Genussmittel Beteiligungsgesellschaft Aktiengesellschaft gegründet. In den 1990er Jahren wurden der Hefebereich und die Spirituosenerzeugung ausgegliedert und später verkauft.
Ende 2001 zog sich die Familie Mautner Markhof aus dem Unternehmen zurück und verkaufte dieses an das Münchner Familienunternehmen Develey Senf & Feinkost, welches wie Mautner Markhof über eine lange Tradition im Senf- und Feinkostgeschäft verfügt. Trotz der neuen deutschen Eigentümer blieb die nunmehrige Mautner Markhof Feinkost GmbH weiterhin ein eigenständiges österreichisches Unternehmen, das nach wie vor in Wien produziert.
Mit ihren rund 135 Mitarbeitern erwirtschaftete Mautner Markhof Feinkost 2019 einen Jahresumsatz von 54 Millionen Euro.

### Produkte

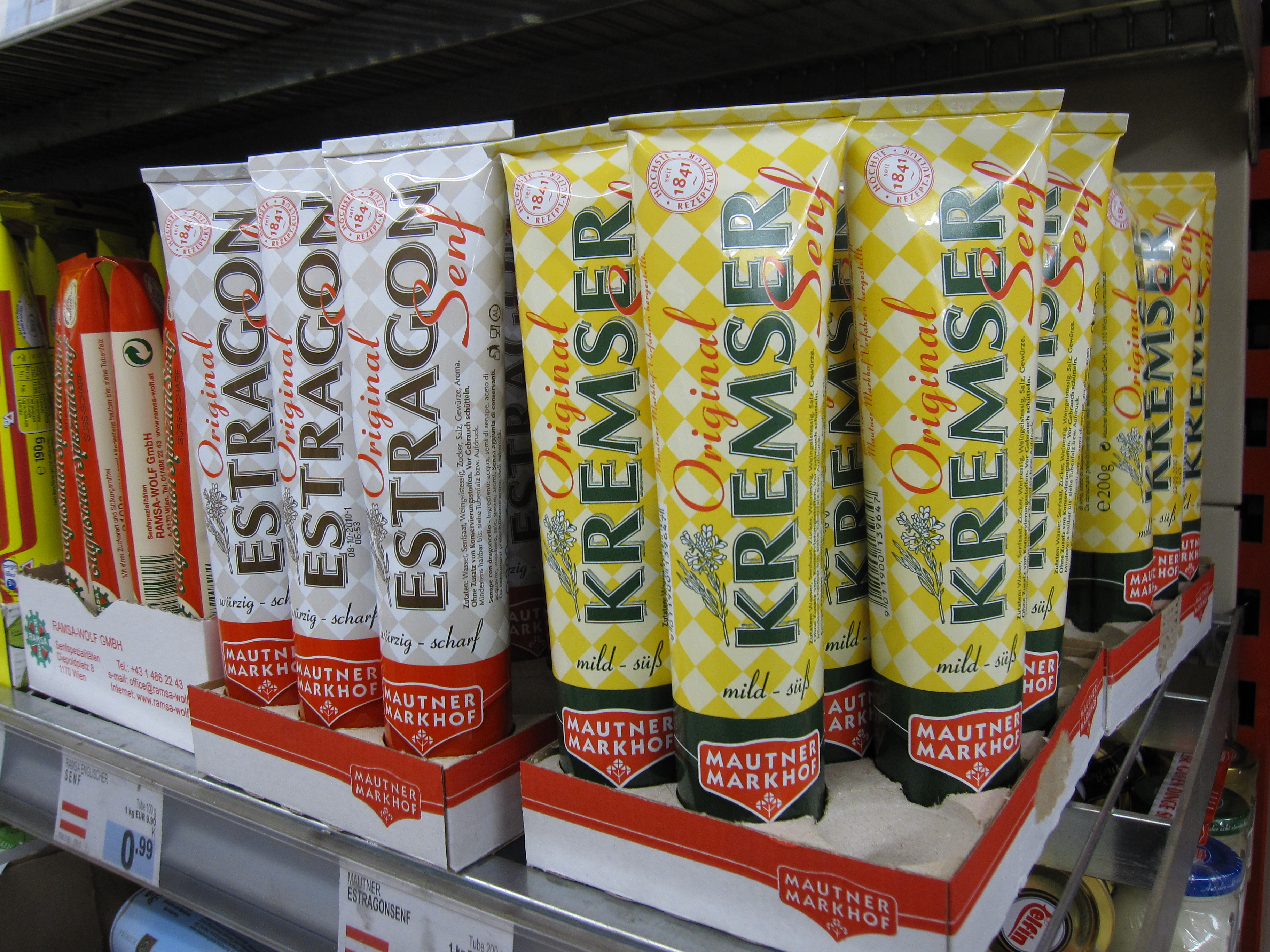
Kremser Senf und Estragon Senf von Mautner Markhof Feinkost

Bereits 1903 startete Mautner Markhof mit der Produktion von Spirituosen und Essig; Weingeistessig sowie Fruchtessige gehörten zu den ersten hauseigenen Essigsorten. 1927 folgte der Hesperidenessig, eine spezielle Mischung aus Weingeistessig, Weinessig und Apfelsaft. 1921 wurde das Sortiment um Feinkostprodukte wie Senf erweitert. Die Klassiker „Original Estragon Senf“ und „Original Kremser Senf“ stammen aus dieser Zeit, lange Zeit wurde der Senf unter dem Markennamen „Delphin Senf“ angeboten. 1929 begann das Unternehmen mit der Produktion von Fruchtsäften, später mit Sirup.
Nach dem Zweiten Weltkrieg wurde die Produktpalette um ein breites Sortiment an Kren-, Sirup- und Feinkostprodukten erweitert. Zu den bekanntesten Produkten des Herstellers zählt der nach wie vor im Sortiment befindliche Inländer-Rum. Aufgrund der strengen österreichischen Alkoholmonopolbestimmungen füllte das Unternehmen auch ausländische Spirituosenmarken in Lizenz ab, darunter Bols, Campari und Kupferberg Sekt. Auch die Marke Bouchet (Weinbrand) gehörte zu Mautner Markhof, wurde aber zeitweise aufgrund des Vertriebs von Hennessy aufgegeben.